# لوچیکا (رکوواتس)
لوچیکا (به صربی: Loćika) یک منطقهٔ مسکونی در صربستان است که در رکوواتس واقع شده‌است. لوچیکا ۵۱۹ نفر جمعیت دارد.